# ويل مونرو
ويل مونرو هو دي جيه كندي، ولد في 11 فبراير 1975 في سيدني في أستراليا، وتوفي في 21 مايو 2010 في تورونتو في كندا بسبب سرطان.